# 삼청계획
삼청계획(三淸計劃), 삼청 5호계획은 전두환 정권이 1980년부터 1988년 2월까지 실시한 계획으로, 크게 다섯 단계로 나뉘었다. 
1단계 권력형 부정축재자 척결, 
2단계 정치비리자 척결, 
3단계 고급공무원 숙청, 
4단계 3급이하 공직자 숙청이다. 
불량배를 소탕하고 사회악을 뿌리뽑는다는 명분으로 진행된 5단계 계획은 야당 인사들과 무고한 양민들에게 조직적으로 가해진 공권력의 폭력이었다. 마지막 5단계는 삼청교육대라는 이름으로 알려져 있다.